# Creammonkey
Creammonkeyは、AppleのウェブブラウザであるSafariのmacOS用の拡張機能。Greasemonkey形式のスクリプトをSafariで利用することができる。